# Thomas Kraft
Thomas Kraft (n. 22 iulie 1988, Kirchen, Germania de Vest) este un fost portar aflat sub contract cu Hertha Berlin.